# 29. Turniej Czterech Skoczni
29. Turniej Czterech Skoczni był częścią Pucharu Świata w skokach narciarskich w sezonie 1980/1981. Rozgrywany był od 30 grudnia 1980 do 6 stycznia 1981.
Turniej wygrał  Hubert Neuper.

## Oberstdorf
Data: 30 grudnia 1980

Państwo:  RFN

Skocznia: Schattenbergschanze

### Wyniki konkursu
| Poz. | Imię i nazwisko  | Narodowość | Punkty |
| ---- | ---------------- | ---------- | ------ |
| 1.   | Hubert Neuper    | Austria    | 256,8  |
| 2.   | Jari Puikkonen   | Finlandia  | 252,3  |
| 3.   | Roger Ruud       | Norwegia   | 251,1  |
| 4.   | Armin Kogler     | Austria    | 248,3  |
| 5.   | Pentti Kokkonen  | Finlandia  | 240,3  |
| 6.   | Thomas Meisinger | NRD        | 239,5  |
| 7.   | Jouko Törmänen   | Finlandia  | 237,1  |
| 8.   | Per Bergerud     | Norwegia   | 235,3  |
| 9.   | Matthias Buse    | NRD        | 234,2  |
| 10.  | Kari Ylianttila  | Finlandia  | 234,1  |

## Garmisch-Partenkirchen
Data: 1 stycznia 1981

Państwo:  RFN

Skocznia: Große Olympiaschanze

### Wyniki konkursu
| Poz. | Imię i nazwisko  | Narodowość | Punkty |
| ---- | ---------------- | ---------- | ------ |
| 1.   | Horst Bulau      | Kanada     | 226,4  |
| 2.   | Per Bergerud     | Norwegia   | 217,6  |
| 3.   | Armin Kogler     | Austria    | 215,5  |
| 4.   | Hubert Neuper    | Austria    | 214,8  |
| 5.   | Masahiro Akimoto | Japonia    | 213,0  |
| 6.   | Johan Sætre      | Norwegia   | 212,9  |
| 7.   | Jouko Törmänen   | Finlandia  | 210,3  |
| 8.   | Hans Wallner     | Austria    | 208,8  |
| 9.   | Matthias Buse    | NRD        | 207,9  |
| 10.  | Jari Puikkonen   | Finlandia  | 206,6  |

## Innsbruck
Data: 4 stycznia 1981

Państwo:  Austria

Skocznia: Bergisel

### Wyniki konkursu
| Poz. | Imię i nazwisko   | Narodowość | Punkty |
| ---- | ----------------- | ---------- | ------ |
| 1.   | Jari Puikkonen    | Finlandia  | 235,6  |
| 2.   | Hubert Neuper     | Austria    | 230,7  |
| 3.   | Armin Kogler      | Austria    | 229,4  |
| 4.   | Pentti Kokkonen   | Finlandia  | 228,2  |
| 5.   | Roger Ruud        | Norwegia   | 220,6  |
| 6.   | Klaus Tuchscherer | Austria    | 219,6  |
| 7.   | Kari Heinonen     | Finlandia  | 217,5  |
| 8.   | Johan Sætre       | Norwegia   | 216,8  |
| 9.   | Piotr Sunin       | ZSRR       | 213,7  |
| 10.  | Hans Wallner      | Austria    | 212,1  |

## Bischofshofen
Data: 6 stycznia 1981

Państwo:  Austria

Skocznia: Paul-Ausserleitner-Schanze

### Wyniki konkursu
| Poz. | Imię i nazwisko | Narodowość     | Punkty |
| ---- | --------------- | -------------- | ------ |
| 1.   | Armin Kogler    | Austria        | 234,2  |
| 2.   | Hubert Neuper   | Austria        | 228,7  |
| 3.   | Per Bergerud    | Norwegia       | 223,9  |
| 4.   | Hans Wallner    | Austria        | 223,3  |
| 5.   | Roger Ruud      | Norwegia       | 222,4  |
| 6.   | Matthias Buse   | NRD            | 211,8  |
| 7.   | Johan Sætre     | Norwegia       | 209,3  |
| 8.   | Jouko Törmänen  | Finlandia      | 204,9  |
| 9.   | Peter Rohwein   | RFN            | 204,5  |
| 10.  | Leoš Škoda      | Czechosłowacja | 199,8  |

## Klasyfikacja generalna
| Poz. | Skoczek         | Kraj      | Punkty |
| ---- | --------------- | --------- | ------ |
| 1.   | Hubert Neuper   | Austria   | 931,0  |
| 2.   | Armin Kogler    | Austria   | 927,4  |
| 3.   | Jari Puikkonen  | Finlandia | 892,8  |
| 4.   | Roger Ruud      | Norwegia  | 891,2  |
| 5.   | Per Bergerud    | Norwegia  | 886,8  |
| 6.   | Hans Wallner    | Austria   | 864,7  |
| 7.   | Johan Sætre     | Norwegia  | 864,0  |
| 8.   | Matthias Buse   | NRD       | 854,0  |
| 9.   | Pentti Kokkonen | Finlandia | 841,5  |
| 10.  | Horst Bulau     | Kanada    | 835,8  |